# 春日野櫻
春日野櫻為日本電子遊戲公司卡普空所設計的格鬥遊戲《快打旋風》系列角色之一，於1996年《街头霸王ZERO 2》首次登場。

## 概要

### 背景
春日野櫻是個居住在世田谷區、就讀玉川南高校的女子高生。因某日在路上目睹到隆格鬥時的英姿而嚮往成為格鬥家，之後便開始模彷隆的格鬥技巧、並希望有一天能遇見隆親自與他比劃。
個性設定為開朗明快的少女，擅長各種體育活動。另在漫畫家中平正彥的《格鬥少女‧櫻》（後段描述） 故事中，成年後的春日野櫻從事了體育教師的職業。
因春日野櫻是對隆熱衷的支持者，一些額外的二次創作將春日野櫻與隆之間描寫成有戀愛成份的情節，而《快打旋風ZERO 2》開發小組則宣稱櫻對隆的仰慕並非是出自對異性的愛慕之情。
除在《快打旋風ZERO》系列登場外，卡普空也將春日野櫻另設定為格鬥遊戲《私立正義學園》系列角色之一。

### 造型
外觀上以模彷隆的造型為主，有在額頭上綁著頭帶、並裝備著格鬥用護手套。
因身著女子高生的水手服、且在裙下穿戴體育燈籠褲，不同於格鬥遊戲裡陽剛味的青春少女風格而在當時引起話題。之後遊戲企劃者船水紀孝對此角色設計形象表示著「似乎太刻意去討好玩家」；作品常務岡本吉起也曾對此角色有所批評，後續在春日野櫻獲得許多玩家的正面回應則表示即使是好的結果也不該設定一個討好玩家的角色。

## 登場作品

### 電子遊戲
- 快打旋風系列

| 發行年份 | 遊戲名稱             | 角色稱號             | 角色配音員 |
| -------- | -------------------- | -------------------- | ---------- |
| 1996     | 快打旋風ZERO2        |                      | 笹本優子   |
| 1997     | 快打旋風EX plus α    |                      | 笹本優子   |
| 1998     | 快打旋風ZERO3        | 泉湧出不止的思緒（） | 笹本優子   |
| 2000     | 快打旋風EX 3         |                      | 笹本優子   |
| 2010     | 快打旋風4 家用主機版 | 開花宣言（）         | 福圓美里   |
| 2018     | 快打旋風5 AE版       | 春爛漫（）           | 福圓美里   |

- 跨作品系列

| 發行年份 | 遊戲名稱                               | 角色稱號         | 角色配音員 |
| -------- | -------------------------------------- | ---------------- | ---------- |
| 1997     | Marvel Super Heroes vs. Street Fighter |                  | 笹本優子   |
| 1999     | SNK VS. CAPCOM 激突Card Fighter        |                  | -          |
| 1999     | 頂上決戰 最強Fighter SNK VS. CAPCOM    |                  | -          |
| 2000     | MARVEL VS. CAPCOM 2                    |                  | 笹本優子   |
| 2000     | CAPCOM vs. SNK                         | 超級女子高生（） | 笹本優子   |
| 2000     | CAPCOM vs. SNK PRO                     | 超級女子高生（） | 笹本優子   |
| 2001     | CAPCOM vs. SNK 2                       | 超級女子高生（） | 笹本優子   |
| 2005     | 南夢宮X卡普空                          |                  | 笹本優子   |

- 其它

| 發行年份 | 遊戲名稱                      | 角色稱號         | 角色配音員 |
| -------- | ----------------------------- | ---------------- | ---------- |
| 1996     | 快打方塊                      |                  | 笹本優子   |
| 1997     | 袖珍快打                      |                  | 笹本優子   |
| 1997     | 私立正義學園 LEGION OF HEROES | 戰鬥女子高生（） | 笹本優子   |
| 1999     | 私立正義學園 熱血青春日記２   | 戰鬥女子高生（） | 笹本優子   |
| 2004     | CAPCOM JAM                    |                  | 笹本優子   |

### 動畫
| 發行年份 | 動畫名稱                   | 角色配音員 |
| -------- | -------------------------- | ---------- |
| 2000     | 快打旋風ZERO THE ANIMATION | 大澤千秋   |
| 2005     | 快打旋風ALPHA Generation   | 川崎真央   |

### 劇場CD
| 發行年份 | CD名稱                                | 角色配音員 |
| -------- | ------------------------------------- | ---------- |
| 1996     | 快打旋風ZERO2 外傳 - 最危險的女子高生 | 久川綾     |
| 1996     | 快打旋風ZERO2 外傳 - 最危險的文化祭   | 久川綾     |
| 1999     | 快打旋風ZERO3 劇場專輯                | 笹本優子   |

## 衍生漫畫

### 作品概要
為1996年卡普空聘請中平正彥執筆；創作改編自《快打旋風ZERO2》遊戲背景、並將春日野櫻設為主角的漫畫作品《格鬥少女‧櫻》。
本作在新聲社的漫畫雜誌《ComicGamest》連載至1997年後；以兩冊單行本發行。
除主線故事外，中平正彥也創作了數份額外相關的短篇，其中「特別編」裡頭有讓SNK的遊戲角色草薙京串場與春日野櫻同台演出。在2004年中平正彥發表了描述春日野櫻畢業的短篇，但是是以同人誌的方式發行。
海外英語版的《格鬥少女‧櫻》的封面；則由插畫家Omar Dogan重新繪製。

### 劇情
故事上銜接了中平正彥前一部快打旋風漫畫《少年快打》的結尾，描述著當時春日野櫻目堵到隆擊敗了邪惡組織領導人貝卡後，便嚮往能成為一名格鬥家。
為了達到心中的目標，春日野櫻開始自主進行特訓，並常與結識的另一名格鬥家友人「火引彈」互相切磋。後續某一天櫻就讀學校裡的大財團小姐「神月花琳」；發起了格鬥大賽，而參加格鬥賽的櫻於比賽中遇見了隆的親友「肯·馬斯達斯」。
在與肯比武完後，肯向櫻提議去國外尋找隆的蹤跡。為了與心中仰慕的對象見面，櫻便和火引丹一同前往國外出發、展開了旅行。

## 評價
- 1997年《Gamest》遊戲雜誌1月188期：1996年全年度最佳遊戲角色第3名。[6]
- 2002年《快打旋風》15週年慶：遊戲迷票選《快打旋風》最受歡迎角色第3名。[7]
- 2007年AOL電子遊戲部落格Joystiq：PSP掌機遊戲上最佳女性角色第5名。[8]
- 2008年IGN多媒體評論網站：《快打旋風》系列最佳角色第22名。[9]
- 2009年GameDaily遊戲雜誌：前20位《快打旋風》系列最佳角色第13名[10]
- 2010年UGO網站：《快打旋風》系列最佳角色第8名。[11]
- 2011年PlayStation雜誌《Play》列為前造型最差勁的遊戲角色之一，原因在於打鬥時過度曝露裙下的底褲。[12]

## 相關角色
- 隆：春日野櫻敬配仰慕的對象。
- 火引彈：來自香港的日僑格鬥家，櫻投入街頭格鬥後認識的朋友，自稱為春日野櫻的師範。
- 神月花琳：與櫻同校的財團大小姐以及格鬥上的競爭對手。[13]原為漫畫《格鬥少女‧櫻》裡由作者中平正彥原創的人物，後續引用在《快打旋風ZERO3》上正式成為遊戲角色之一。
- 千歲惠：同班級最要好的友人，在《快打旋風ZERO2》中櫻的結尾登場。[14]
- 春日野筑紫：親弟弟，電視遊樂器愛好者，出現在《快打旋風ZERO2》中櫻專屬的比賽場地背景裡。[1]
- 若葉日向、鯰原夏：兩者為卡普空另一格鬥遊戲《私立正義學園》角色，因春日野櫻在此遊戲串場而被設定成校外結識的朋友。
- 草薙京：本為SNK遊戲《格鬥天王》主角，因卡普空與SNK製作許多旗下角色跨作品大亂鬥系列、而被設定為相識的友人，中平正彥也曾將草薙京串場在春日野櫻的短篇漫畫裡。
- 坂崎百合、麻宮雅典娜：與草薙京同樣設定和櫻有交情的SNK遊戲角色。